# Clarke Garrison
Clarke Garrison is een personage uit de Amerikaanse soapserie The Bold and the Beautiful. De rol wordt gespeeld door Daniel McVicar sinds 1987. Tussen 1992 en 1996 was hij niet te zien en sinds 1996 heeft hij een kleine rol en is slechts sporadisch te zien.